# Invicta FC 7
Invicta FC 7: Honchak vs. Smith foi um evento de artes marciais mistas promovido pelo Invicta Fighting Championships, ocorrido em 7 de dezembro de 2013 no Ameristar Casino Kansas City em Kansas City, Missouri.

## Background
A primeira luta anunciada seria Carla Esparza defendendo o Cinturão Peso Palha do Invicta FC contra Claudia Gadelha. O evento principal foi anunciado para ser Barb Honchak defendendo o Cinturão Peso Mosca do Invicta FC contra Leslie Smith. A terceira luta pelo título anunciada foi Lauren Murphy enfrentando Miriam Nakamoto para coroar a primeira Campeã Peso Galo do Invicta FC. O evento também contou com as estreias de diversas lutadoras, incluindo Felice Herrig e Tonya Evinger.
Kelly Kobold também faria sua estreia contra Tonya Evinger, mas Kobold teve que se retirar da luta em 22 de novembro devido a uma lesão e foi substituída por Sarah D'Alelio.
Carla Esparza era esperada para defender seu Título do Palhas contra Claudia Gadelha, mas Gadelha foi levada ao hospital com infecção bacteriana e a luta foi cancelada.
Como o IFC 6, o IFC 7 foi disponível em Pay-Per-View e também em Pay-Per-View pela Internet. O preço continuou $14.95 para ambos ($14.95 é um preço de varejo sujerido para o PPV e pode variar de acordo com o fornecedor. O evento também foi disponível em PPV em HD por um preço mais alto, $10 a mais.), mas a transmissão do Pay-Per-View pela Internet foi da Ustream para DaCast.
Após o evento, o evento principal de Barb Honchak vs. Leslie Smith foi premiado Luta da Noite enquanto Nina Ansaroff ganhou o prêmio de Nocaute da Noite.

## Card Oficial
Pelo Cinturão Peso Mosca do Invicta FC.
Pelo Cinturão Peso Galo Inaugural do Invicta FC.

## Ligações Externas
1. ↑  a[›]
2. ↑  b[›]